# Śluzak warzyw psiankowatych

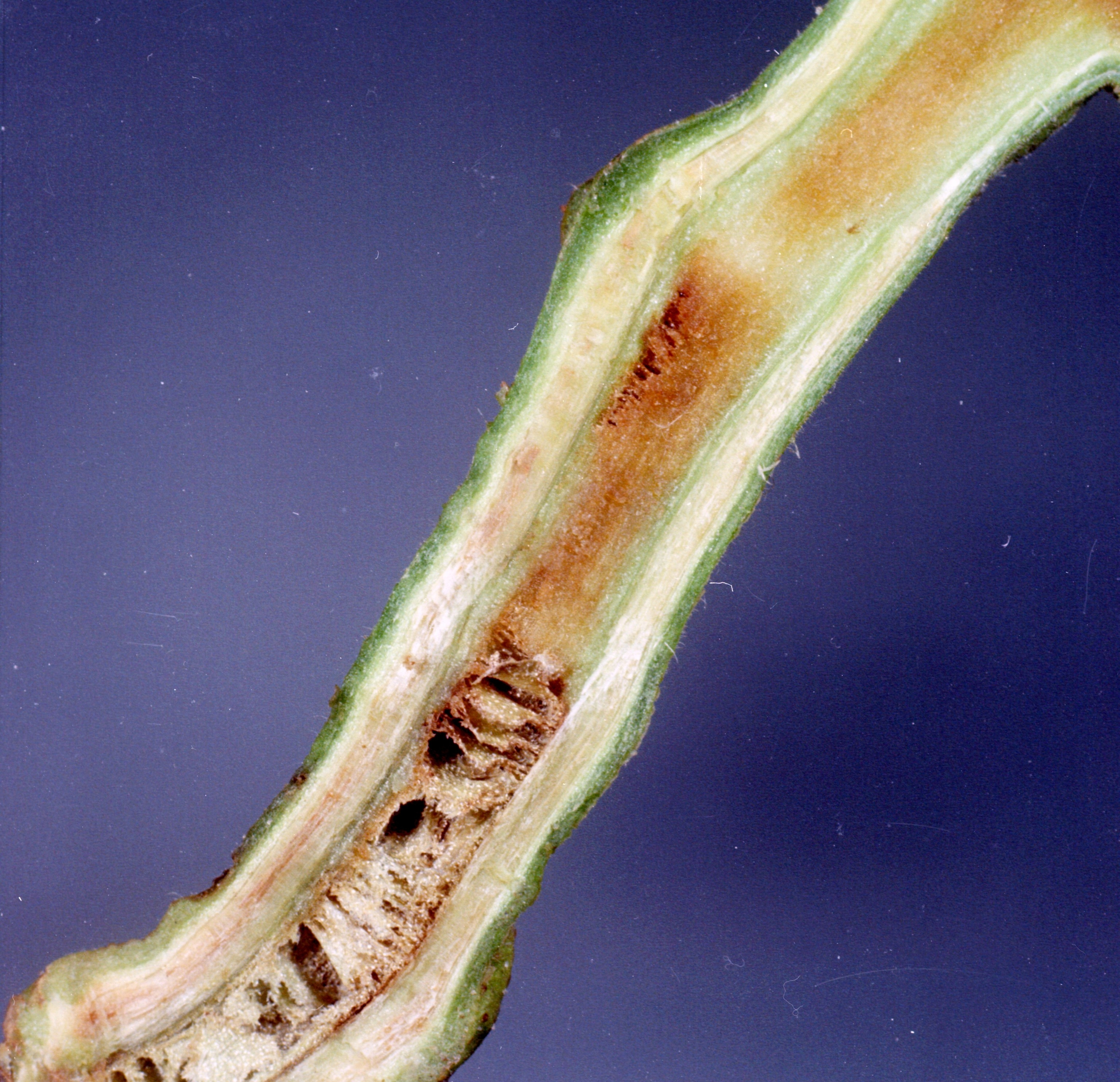
Przekrój łodygi pomidora porażonego przez Ralstonia solanacearum

Śluzak warzyw psiankowatych, śluzak ziemniaka, śluzak pomidora (ang. bacterial wilt of solanaceous crops, bacterial wilt) – choroba ziemniaka, pomidora i innych roślin z rodziny psiankowatych wywołana przez bakterię Ralstonia solanacearum. Bywa też nazywana bakteryjnym więdnięciem pomidora.

## Występowanie
Na zachodzie Europy i w Stanach Zjednoczonych choroba ta znana była od dawna. Na świecie rozprzestrzeniona jest szeroko. W Polsce po raz pierwszy wykryto ją w 2014 r. w woj. opolskim na odmianie ‘Lady Claire’. Sadzeniaki na porażonej plantacji pochodziły z uprawy w województwie pomorskim, a materiałem wyjściowym do produkcji tych sadzeniaków były ziemniaki pochodzące z innego państwa członkowskiego Unii Europejskiej. Mimo że w Polsce choroba ta nie występowała, istniały już procedury postępowania na wypadek jej pojawienia się. Zgodnie z nimi objęto kontrolą 124 producentów rolnych oraz 56 innych powiązanych podmiotów (dystrybutorzy, zakłady przetwórcze ziemniaka i zagospodarowujące odpady). Łącznie przeprowadzono 329 kontroli u producentów ziemniaka, podczas których pobrano do badań 2101 prób bulw ziemniaka ze 146 partii ziemniaka. U innych powiązanych podmiotów przeprowadzono 84 kontrole i pobrano 8 prób bulw ziemniaków. Ponadto, pobrano 174 prób ścieków i odpadów płynnych. Stwierdzono 5 dalszych przypadków zakażenia tą bakterią na terenie trzech województw: pomorskiego, mazowieckiego i opolskiego.
Choroba występuje na ziemniakach, pomidorach, tytoniu i innych roślinach psiankowatych, ale stwierdzono ją także na ponad 200 różnych gatunkach roślin należących do 50 rodzin.

## Objawy
Najbardziej charakterystycznym objawem jest gwałtowne więdnięcie liści i łodyg porażonych roślin. Później rośliny brązowieją, ulegają nekrozie i obumierają, a ich system korzeniowy ulega zgniliźnie. Przy wolnym rozwoju choroby przy podstawie łodygi można zaobserwować brunatne smugi, a ogonki zbrunatniałych liści parasolowato wyginają się. Pomidor może wytwarzać liczne korzenie przybyszowe. Na poprzecznym przekroju łodyg porażonych roślin występują białawe lub śluzowate wycieki bakteryjne. Po umieszczeniu takiej łodygi w wodzie po 3–5 minutach wypływają z niej zlepione bakterie w postaci śluzowatych nici. Przy silnym porażeniu po 10–15 minutach woda w szklance przybiera mlecznobiałą barwę. Na bulwach ziemniaka objawy obserwuje się rzadko. Czasami tylko, przy silnym porażeniu, w okolicy oczek wypływa śluz bakteryjny. Powoduje to przebarwienia i do miejsc tych przyklejają się grudki gleby. Jest to charakterystyczna cecha diagnostyczna tej choroby. Na przekrojonych bulwach widoczne są żółtobrązowe przebarwienia lub nekroza wiązek przewodzących. Z wiązek tych wyciekają kropelki śluzu bakteryjnego. Przy bardzo już zaawansowanym porażeniu brązowieją okolice wiązek przewodzących wskutek nekrozy otaczającej je tkanki miękiszowej.

## Epidemiologia
Do roślin bakteria wnika najczęściej przez system korzeniowy. Następuje to przez rany spowodowane zabiegami uprawowymi, ale także przez naturalne spękania w miejscu wyrastania korzeni bocznych i uszkodzenia spowodowane przez szkodniki. Może wnikać także przez podstawę łodygi. W roślinie najpierw zasiedla wiązki przewodzące i rozmnaża się w nich. Powoduje to zatykanie wiązek bakteriami i wydzielanym przez nie śluzem. Skutkuje to zaburzeniami w przewodzeniu wody i soli mineralnych. Więdnięcie roślin następuje już w 2–5 dni od momentu infekcji. Bakteria zasiedla także tkankę miękiszową i korę pierwotną, co powoduje śluzowate, bakteryjne wycieki na zewnątrz roślin i wydostawanie się z nich bakterii do gleby.

## Ochrona
Brak jest chemicznych metod zwalczania tej choroby, dlatego też w wielu krajach świata, również w Polsce, bakteria Ralstonia solanacearum jest organizmem kwarantannowym i znajduje się pod nadzorem służb fitosanitarnych. Oznacza to, że po rozpoznaniu choroby plantator ma bezwzględny obowiązek zwalczania wywołującego ją patogenu. Ziemniaki z porażonej plantacji muszą zostać pod urzędowym nadzorem zniszczone, ale mogą też być po zagotowaniu wykorzystane na paszę dla zwierząt. Na porażonym polu przez 4 lub 5 lat (w zależności od przyjętego sposobu jego użytkowania) nie wolno uprawiać ziemniaków, innych roślin psiankowatych, ani roślin kapustnych.
Używane do sadzenia bulwy ziemniaków czy inny materiał wegetatywnie rozmnażany musi pochodzić z obszaru wolnego od tej choroby.